# القصر المحترق (مادبا)
يعتبر القصر المحترق من أهم المعالم الأثرية في مدينة مادبا في الأردن، ويدخل القصر المحترق ضمن مشروع متحف مادبا الأثري، ويعود تاريخ بنائه إلى الفترة البيزنطية خلال القرن السادس الميلادي.

## سبب التسمية
أثناء عمليات البحث والتنقيب عن الآثار التي تقوم بها دائرة الآثار العامة، تبين أن المبنى تعرض إلى حريق في الماضي، وتعرض كذلك إلى الزلازل التي ضربت المدينة، رغم ذلك كان ما تبقى من أرضيات الفسيفساء يدل على روعة التصاميم البيزنطية المميزة ويشكل جزءا مهما لتاريخ المدينة عبر العصور.

## محتويات القصر
يحتوي القصر المحترق على أرضيات من الفسيفساء، ويحتوي على صوره لآلهة النصر (تايكي)، وجزء من الشارع الروماني المتصل بالحديقة الاثرية.
كما يضم الموقع مجموعة لوحاتٍ فسيفسائية تعودُ إلى بناءٍ أثريّ أُحرِقَ بالنيران قديما، ويحتوي الموقع على كنيسة الشهداء التي تشتمل على أرضيات فسيفسائية تعود إلى الفترة البيزنطية خلال القرن السادس الميلادي.

## الصور

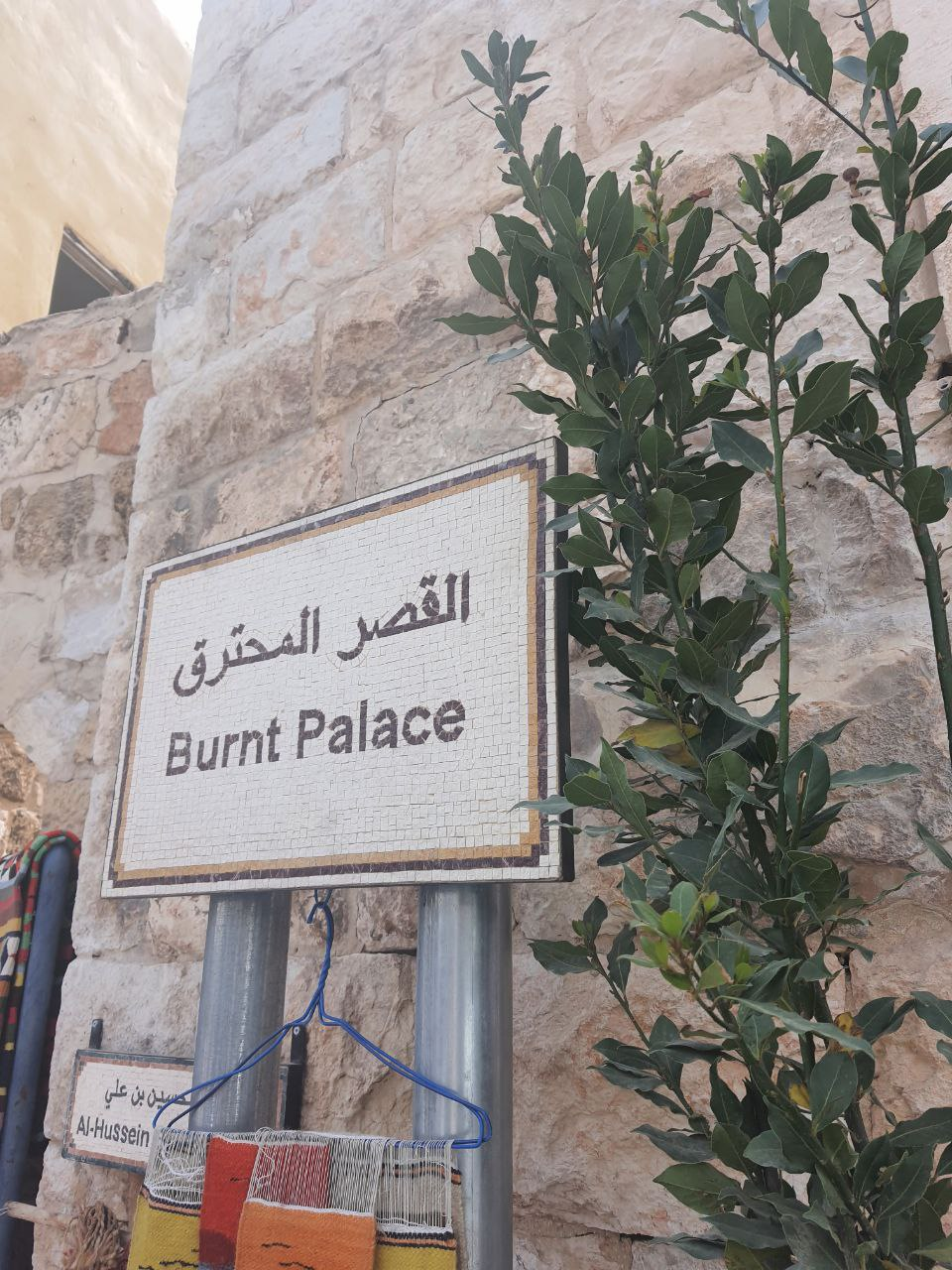
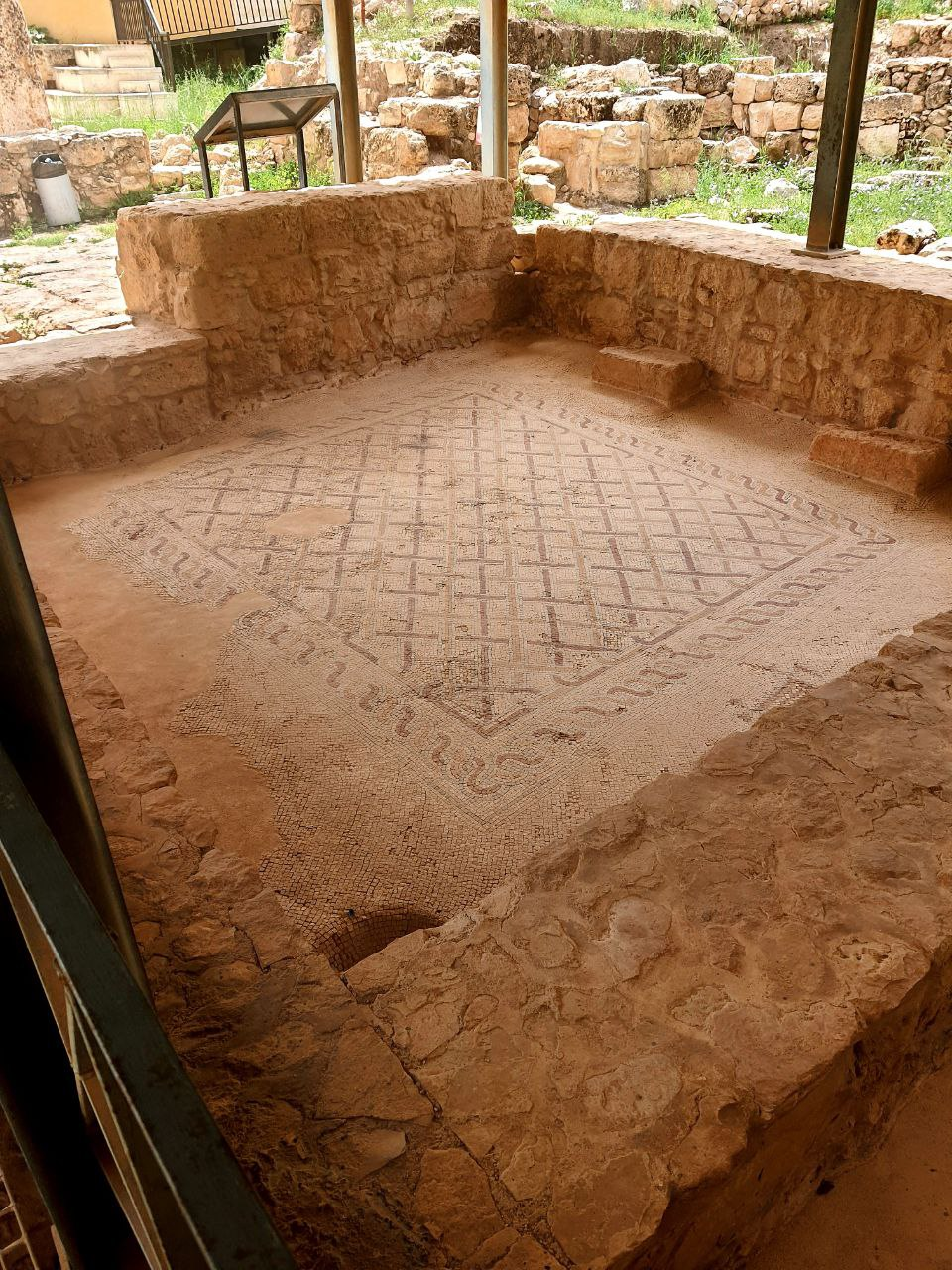
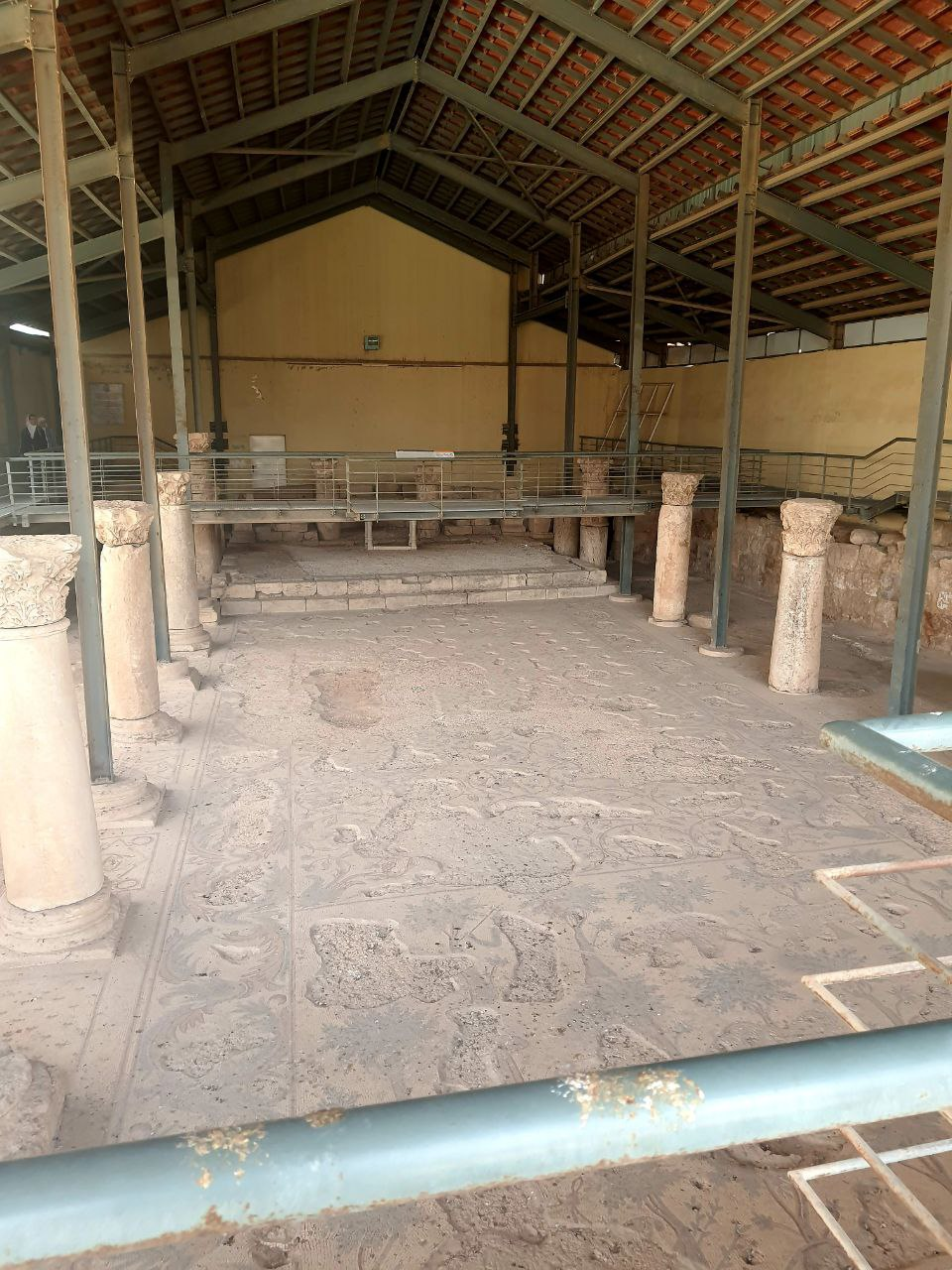
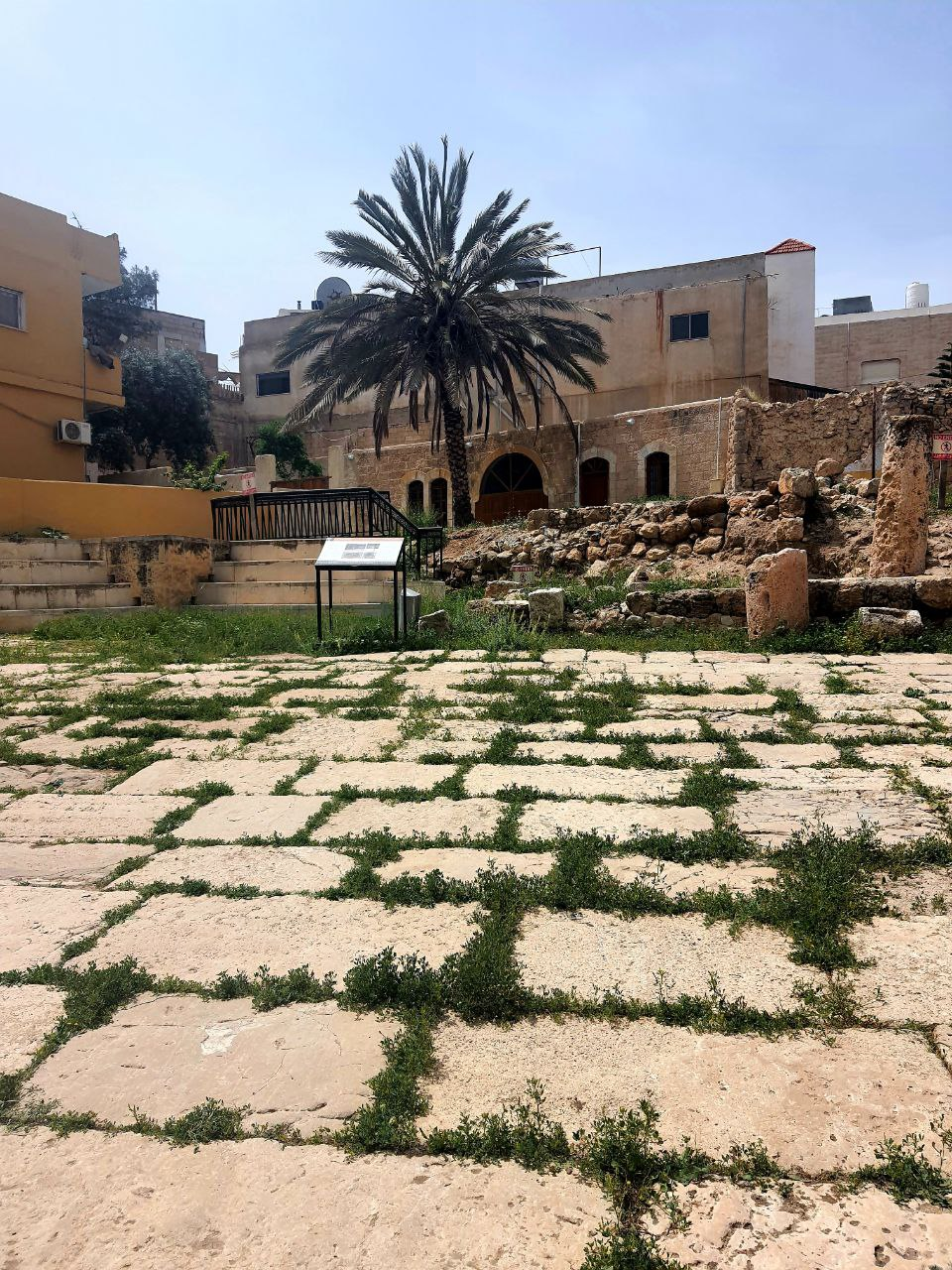
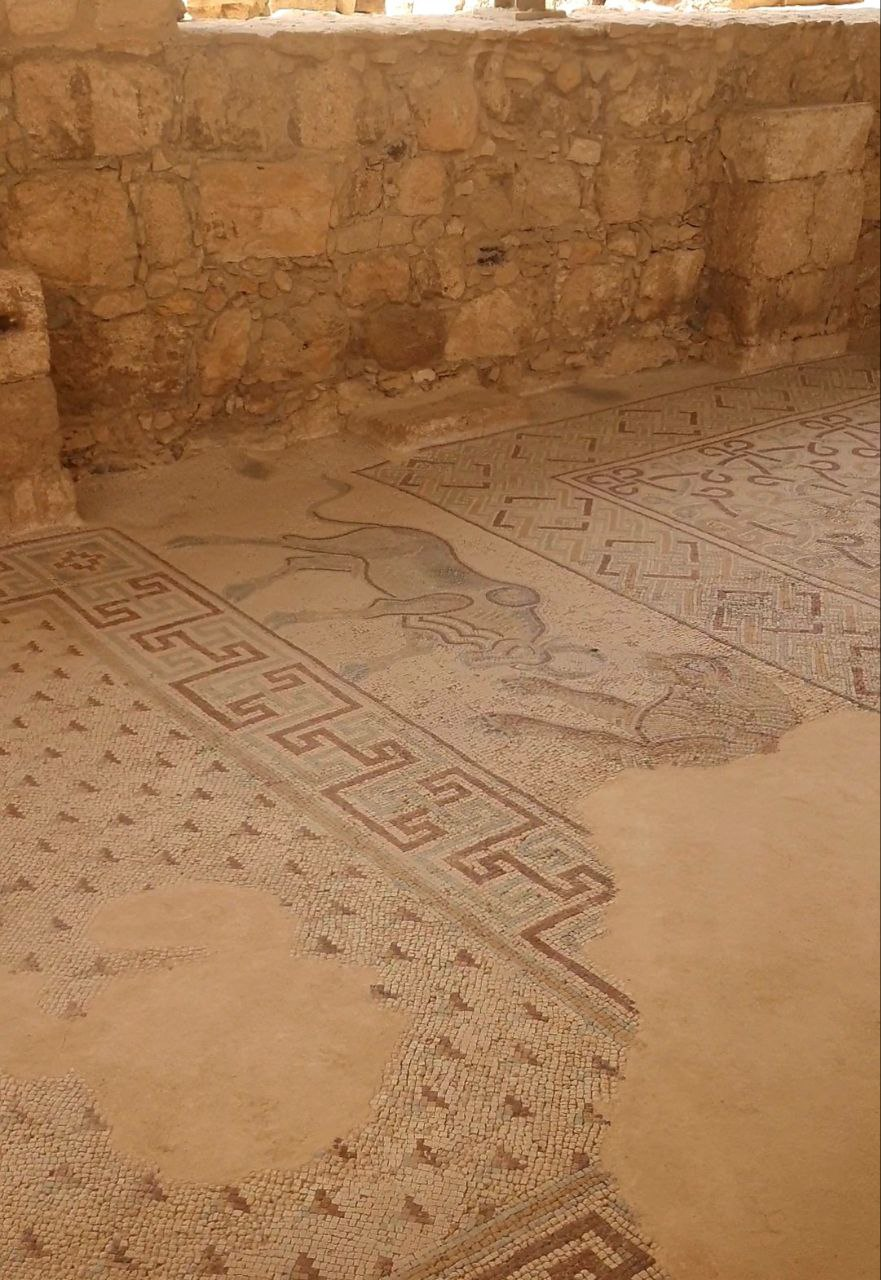
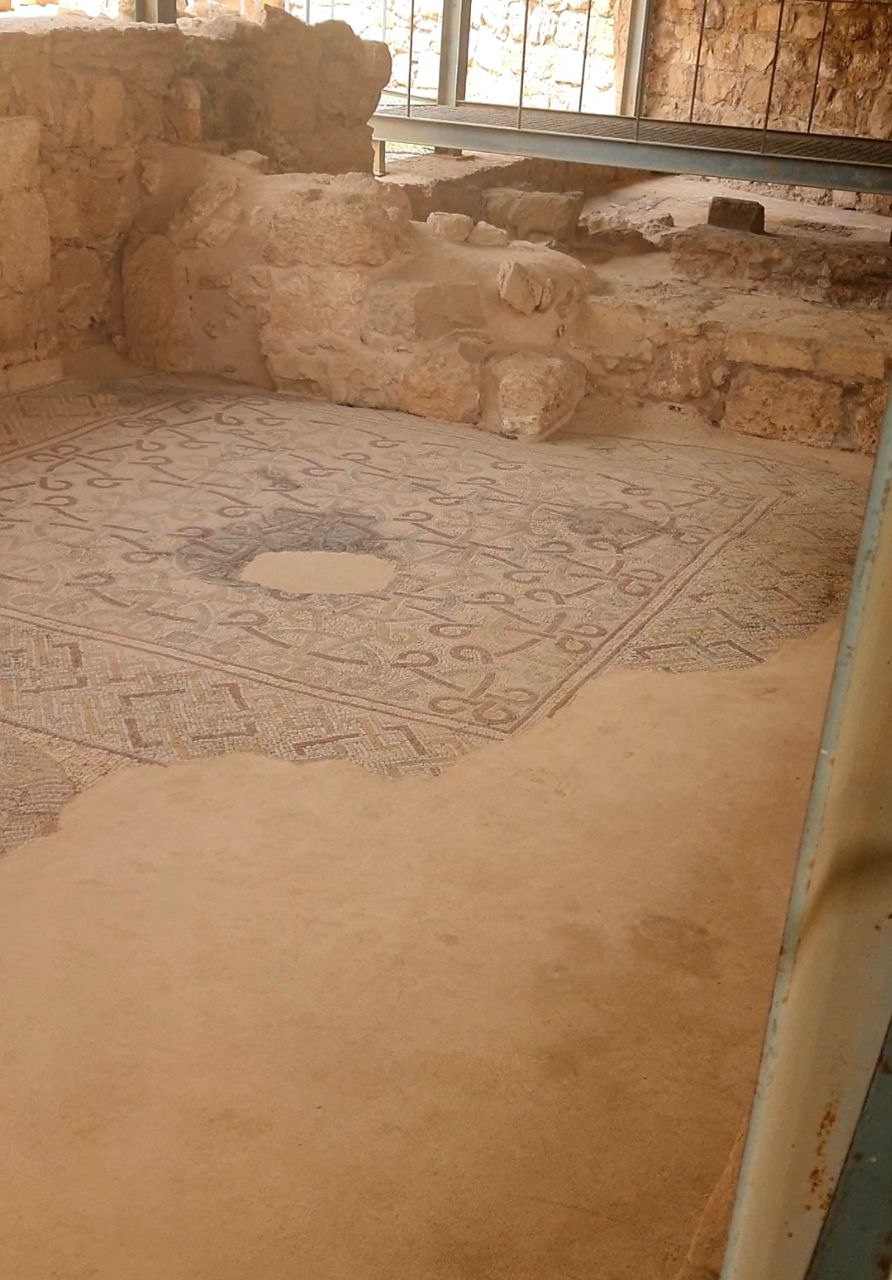